# 火光 (1964年電影)
《火光》（英語：Firelight）是一部於1964年上映的美國科幻冒險電影，由史蒂芬·史匹柏編劇、執導、攝影及剪輯，並由克拉克·洛爾與卡羅琳·歐文主演。《火光》於1963年6月開拍，並於同年12月殺青。
《火光》於1964年3月24日在鳳凰城劇院上映一晚，當時史匹柏的父親租下了該家劇院。該片最終收穫501美元的票房。《火光》僅有3分50秒的片段遺留下來，大約是全片的3%。

## 劇情與製作
史蒂芬·史匹柏根據他一次與父親一同觀賞流星雨的經驗拍攝了該片:72-73。《火光》於1963年6月開拍:156-157，取景地點包含鳳凰城各處及史匹柏的家。全片用8毫米底片拍成:135。該片的所有演員皆是阿卡迪亞高中演音樂劇的學生:156-157，史匹柏的妹妹南西亦有出演。
《火光》於同年12月殺青，一共耗資500美元:81，其中大部分資金來自史匹柏的親友。史匹柏親自為該片譜曲，並由阿卡迪亞高中的樂團演奏。該片的背景設定在亞利桑那州的一座城鎮，講述一群科學家調查夜空中的神祕光輝及外星人入侵的故事:135。

## 發行
《火光》於1964年3月24日在史匹柏父親租下的鳳凰城劇院上映一晚:81，共有500名觀眾入場觀看，最終票房為501美元。數年後，史匹柏在受訪時回憶道：「我們1張票賣1美元，共有500個人來看，我想其中有人付了2美元，因為那晚我們賺到了1美元」。
數年後，史匹柏把該片的膠捲給了一名製片人，但隨後，製片公司倒閉，膠捲也隨之消失。最終，該片僅有3分50秒的片段遺留下來，大約是全片的3%。多年後，史匹柏將該片翻拍成1977年電影《第三類接觸》:74。

## 外部連結
- 互联网电影数据库（IMDb）上《火光》的资料（英文）
- 爛番茄上《火光》的資料（英文）